# Адальберт Ріттер
Адальберт Ріттер (рум. Adalbert Ritter, угор. Béla Ritter, 29 квітня 1900 — 23 лютого 1945) — румунський футболіст, воротар.

## Біографія
З 1920 року грав за клуб «Кінезул» (Тімішоара), з яким шість разів ставав чемпіоном Румунії.
Адальберт Ріттер зіграв у першому офіційному матчі національної збірної Румунії на Кубку короля Олександра 8 червня 1922 року проти Югославії.
Зі збірною Румунії поїхав на літні Олімпійські ігри 1924 року у Парижі, але на самій Олімпіаді він на поле не виходив. Загалом провів за збірну 4 гри.
| Міжнародні виступи | Міжнародні виступи | Міжнародні виступи    | Міжнародні виступи | Міжнародні виступи | Міжнародні виступи      | Міжнародні виступи |
| #                  | Дата               | Місце проведення      | Суперник           | Рахунок            | Турнір                  |                    |
| ------------------ | ------------------ | --------------------- | ------------------ | ------------------ | ----------------------- | ------------------ |
| 1.                 | 8 червня 1922      | Белград, Югославія    | Югославія          | 2–1                | Кубок короля Олександра |                    |
| 2.                 | 2 вересня 1923     | Львів, Польща         | Польща             | 1–1                | Товариський матч        |                    |
| 3.                 | 31 серпня 1924     | Прага, Чехословаччина | Чехословаччина     | 1–4                | Товариський матч        |                    |
| 4.                 | 7 травня 1926      | Стамбул, Туреччина    | Туреччина          | 3–1                | Товариський матч        |                    |

## Досягнення
- Чемпіон Румунії: 1921–22, 1922–23, 1923–24, 1924–25, 1925–26, 1926–27.